# Nudo de los Pastos

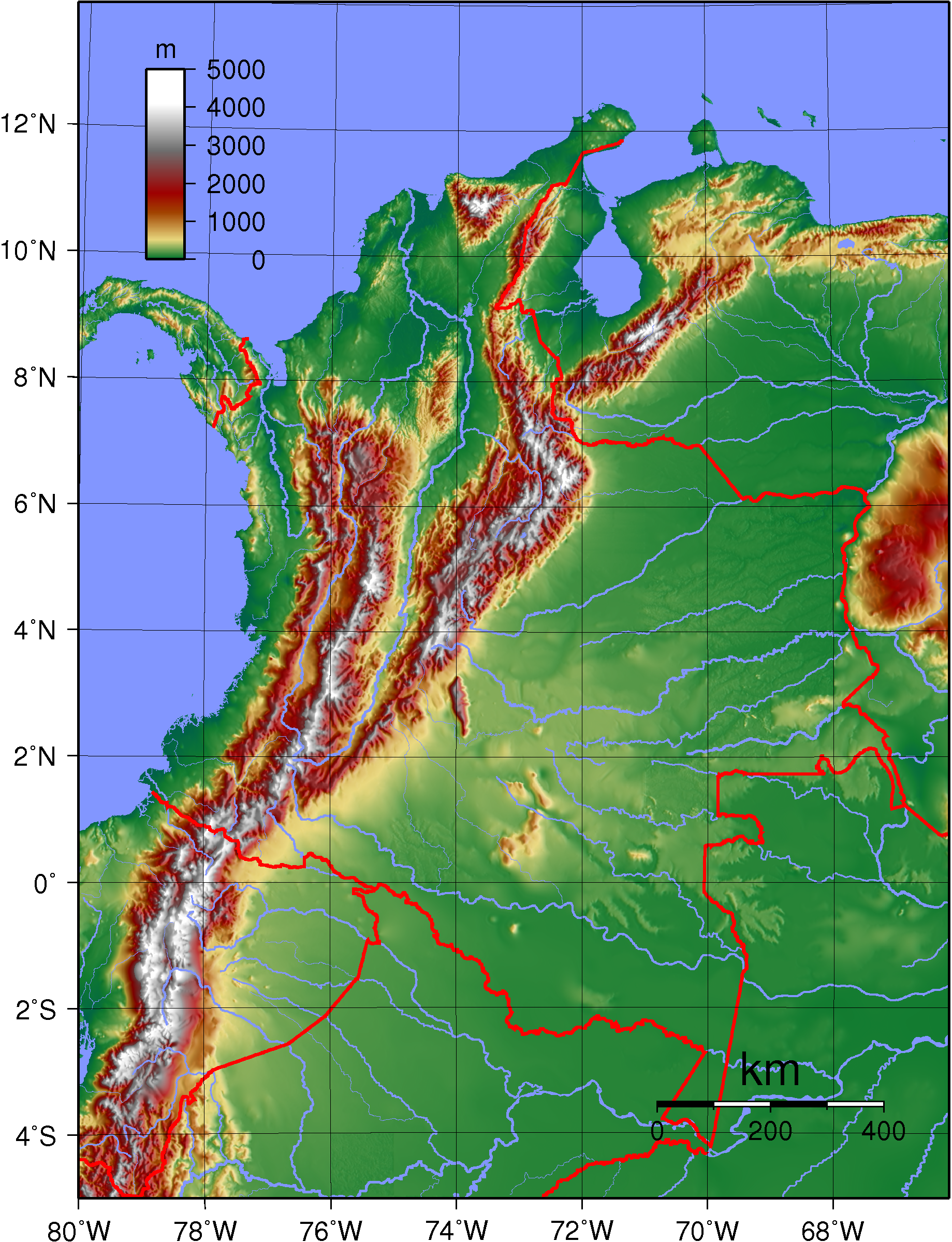
Topografische kaart van Colombia

Nudo de los Pastos (Spaans voor: Knoop van de Weiden), ook wel Macizo de Huaca genoemd, is een orografisch Andescomplex in de Ecuadoraanse provincie Carchi en het Colombiaanse departement Nariño. Het beslaat de ingewikkelde bergregio waar de Cordillera van de Andes zich splitst in twee takken bij het binnenkomen van Colombia: de Cordillera Occidental en de Cordillera Central. Ofschoon er geen precieze definitie is van de regio, kan men zeggen dat het begint net ten noorden van de rivieren Chota en Apaqui en ten oosten van de rivieren Cuasmal en Obispo tot de hoogte van de gemeente Huaca en gaat tot de Hoz de Minamá in de Cordillera Occidental en tot het Macizo Colombiano in de Cordillera Central, die zich meer naar het noorden opsplitst in een centrale en de Cordillera Oriental.

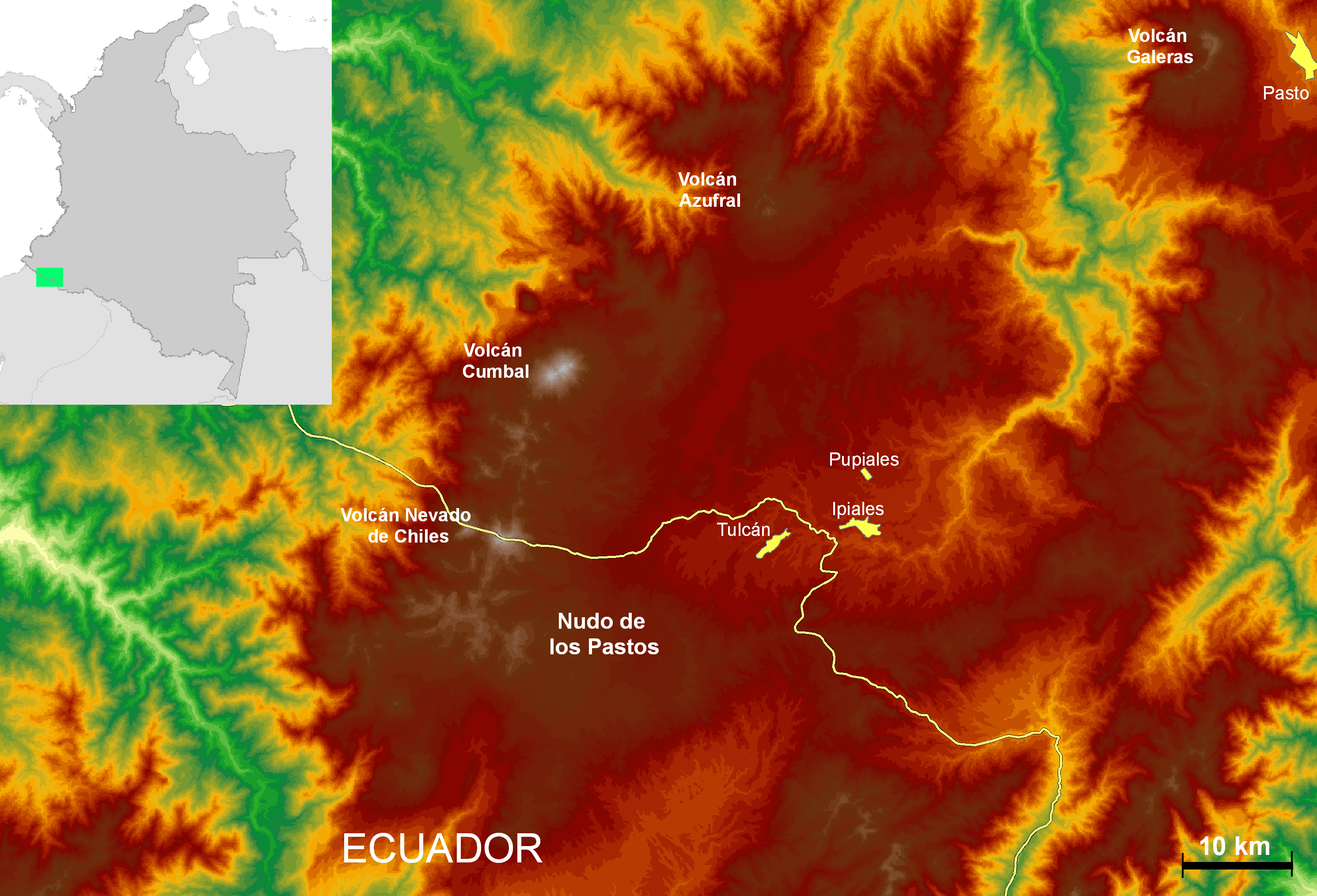
Detailkaart Nudo de los Pastos.
Vanaf Ipiales naar het noorden is de Hoz de Minamá duidelijk te zien.
Rechtsonder, de grens tussen Ecuador en Colombia vormend, ontspringt de Putumayo die hier eerst naar het zuiden en meer stroomafwaarts naar het oosten richting de Amazone stroomt

## Geografie
In het uiterste zuiden van de Cordillera Occidental bevinden zich de hoogste vulkanen Chiles (4718 m), Cumbal (4764 m) en Azufral (4070 m). De Hoz de Minamá is een diepe verzakking ontstaan doordat de Patía dwars door de Cordillera Occidental haar loop heeft uitgesleten op weg naar de kust van de Stille Oceaan. De rivier de Putumayo ontspringt hier.